# Antilhas Neerlandesas nos Jogos Pan-Americanos de 1955
As Antilhas Neerlandesas competiu nos Jogos Pan-Americanos de 1955 na Cidade do México de 12  a 16 de março de 1955, pela primeira vez. Conquistou 1 medalha de prata.